# Vincenc Josef ze Schrattenbachu
Vincenc Josef kníže ze Schrattenbachu (německy Vinzenz Joseph von Schrattenbach, celým jménem Vincenc Josef František Saleský Vojtěch Jiljí Jan Nepomucký Václav Marcel kníže ze Schrattenbachu / Vinzenz Joseph Franz Salesius Adalbert Johann von Nepomuk Wenzel Fürst von Schrattenbach, 18. června 1744 Brno — 25. května 1816 Brno) byl moravský a rakouský šlechtic z rodu Schrattenbachů, biskup brněnský, kníže-biskup labudský a probošt kapituly solnohradské.

## Život
Pocházel ze starého šlechtického rodu Schrattenbachů původem ze Štýrska, v jedné linii usazené na Moravě. Narodil se jako mladší syn moravského zemského hejtmana hraběte Františka Antonína ze Schrattenbachu (1712–1783) a jeho manželky Marie Josefy, rozené Bruntálské z Vrbna (1717-1791). Původně studoval ve vídeňském Theresianu, další vzdělání získal v Salcburku u svého strýce, salcburského biskupa Zikmunda Kryštofa ze Schrattenbachu (1698–1771). V roce 1762 byl vysvěcen na kněze a od roku 1766 byl kanovníkem v Salcburku. V roce 1777 byl jmenován sídelním biskupem v Mariboru, zároveň se stal generálním vikářem pro Korutany a v následujících letech se podílel na reorganizaci diecézí na hranicích Štýrska, Korutanska a dnešního Slovinska. V roce 1789 byl povýšen do knížecího stavu pouze pro svou osobu a bez světských pravomocí, zároveň se stal proboštem v Salcburku.
V červnu 1799 jej císař František I. jmenoval brněnským biskupem, o necelý rok později byl v této hodnosti potvrzen papežem Piem VII. Brněnskou diecézi spravoval šestnáct let a za obou vpádů napoleonských vojsk do Brna roku 1805 a 1809 svým obratným vystupováním ušetřil Brno většího útisku. Významně se angažoval také v charitě, především v oblasti školství. Za zásluhy byl nositelem Leopoldova řádu.
Byl majitelem panství Brodek s připojenými statky Otaslavice a Želeč. V Brně byl jeho sídlem Schrattenbachův palác, který mu patřil od roku 1786.
Jako biskup brněnský neužíval znaku na jednom štítě, jako jeho předchůdci, nýbrž kvůli komplikovanosti rodového erbu užíval znaku na dvou štítech (heraldicky vpravo znaku diecéze, heraldicky vlevo erbu rodového) vložených na knížecí plášť.
Jeho starší bratr Otto Wolfgang (1739–1820) přežil svého jediného syna Františka Antonína (1784–1816) a byl posledním potomkem moravské linie Schrattenbachů. Dcera Františka Antonína Isabela (1809–1875) byla dědičkou panství Brodek a jako věno je sňatkem přinesla do rodiny Kálnokyů.

### Externí odkazy

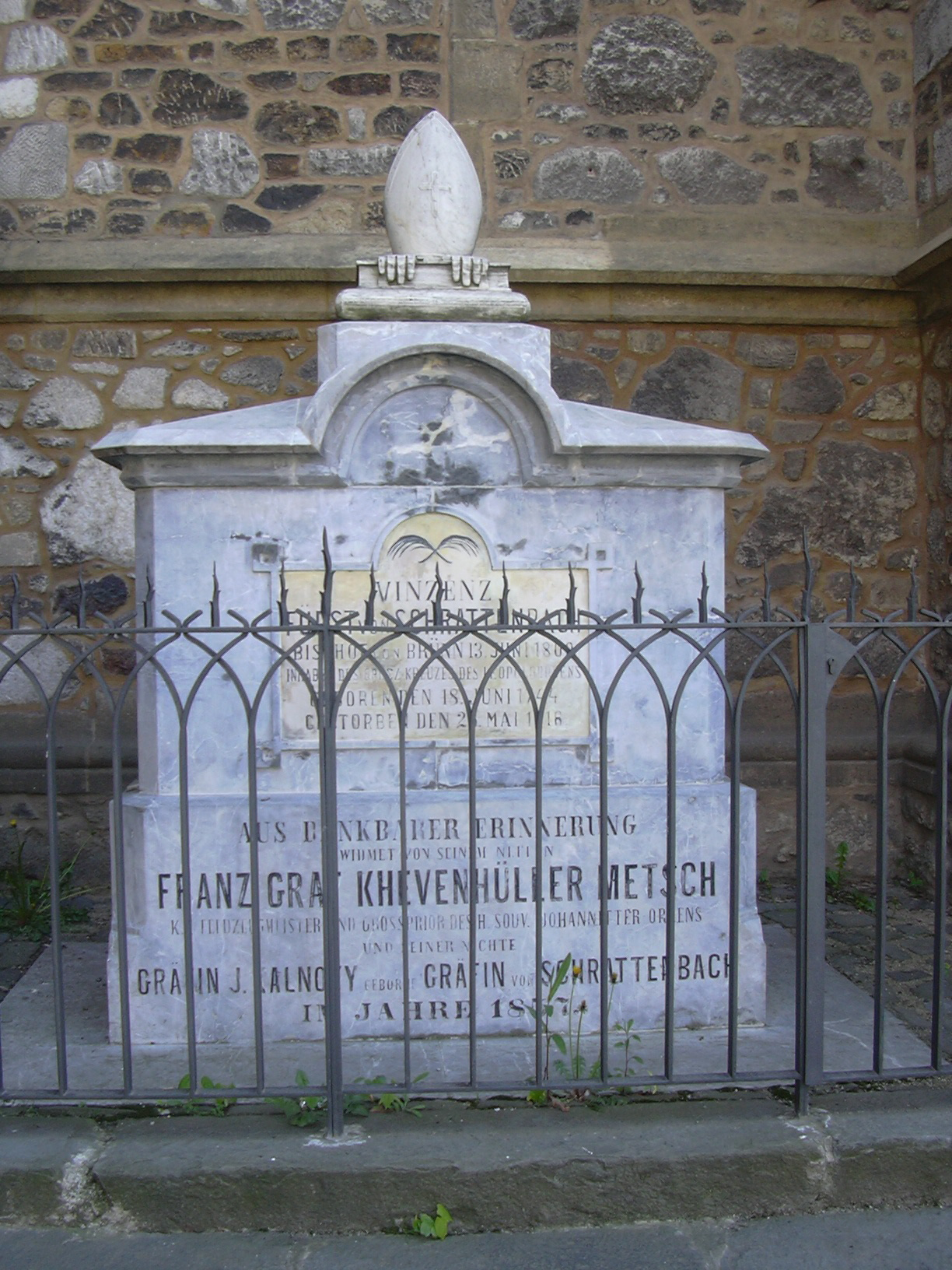
hrob na Petrově v Brně